# Roger Boone
Roger Boone (6 juni 1938) is een Belgisch lokaal CD&V-politicus in de Oost-Vlaamse gemeente Nevele (arrondissement Gent). Boone was burgemeester van Nevele tussen 1998 en 2009, en is momenteel (2011) nog gemeenteraadslid.
Boone is de oudste zoon uit een gezin met negen kinderen en werd evenals zijn vader landbouwer. Hij ging pas op latere leeftijd in de politiek. De toenmalige CVP vroeg hem om op de lijst te staan bij de gemeenteraadsverkiezingen van 1982 en hij werd onmiddellijk verkozen. Van 1983 tot 1988 was hij gemeenteraadslid van Nevele, in 1989 werd hij schepen, om die functie tot 1998 te behouden. Op 1 maart 1998 volgde hij Antoine Van Speybroeck op als burgemeester van de gemeente Nevele.
Na de gemeenteraadsverkiezingen van 2006 werd afgesproken dat Boone nog een halve ambtstermijn, tot 31 augustus 2009, zou aanblijven. Op die dag zou hij worden opgevolgd door Johan Cornelis van Nieuw Nevele. Zo geschiedde, maar het jaar daarop werd Cornelis uit zijn eigen partij gezet, waarop hij naar de partij van Boone overstapte.